# Abriès
Abriès ist eine Ortschaft und eine ehemalige französische Gemeinde mit 304 Einwohnern (Stand 1. Januar 2022) im Département Hautes-Alpes in der Region Provence-Alpes-Côte d’Azur. Sie gehörte zum Arrondissement Briançon und zum Gemeindeverband Guillestrois et Queyras.
Mit Wirkung vom 1. Januar 2019 wurden die ehemaligen Gemeinden Abriès und Ristolas zur Commune nouvelle Abriès-Ristolas zusammengeschlossen und haben in der neuen Gemeinde den Status einer Commune déléguée. Der Verwaltungssitz befindet sich im Ort Abriès.

## Geografie

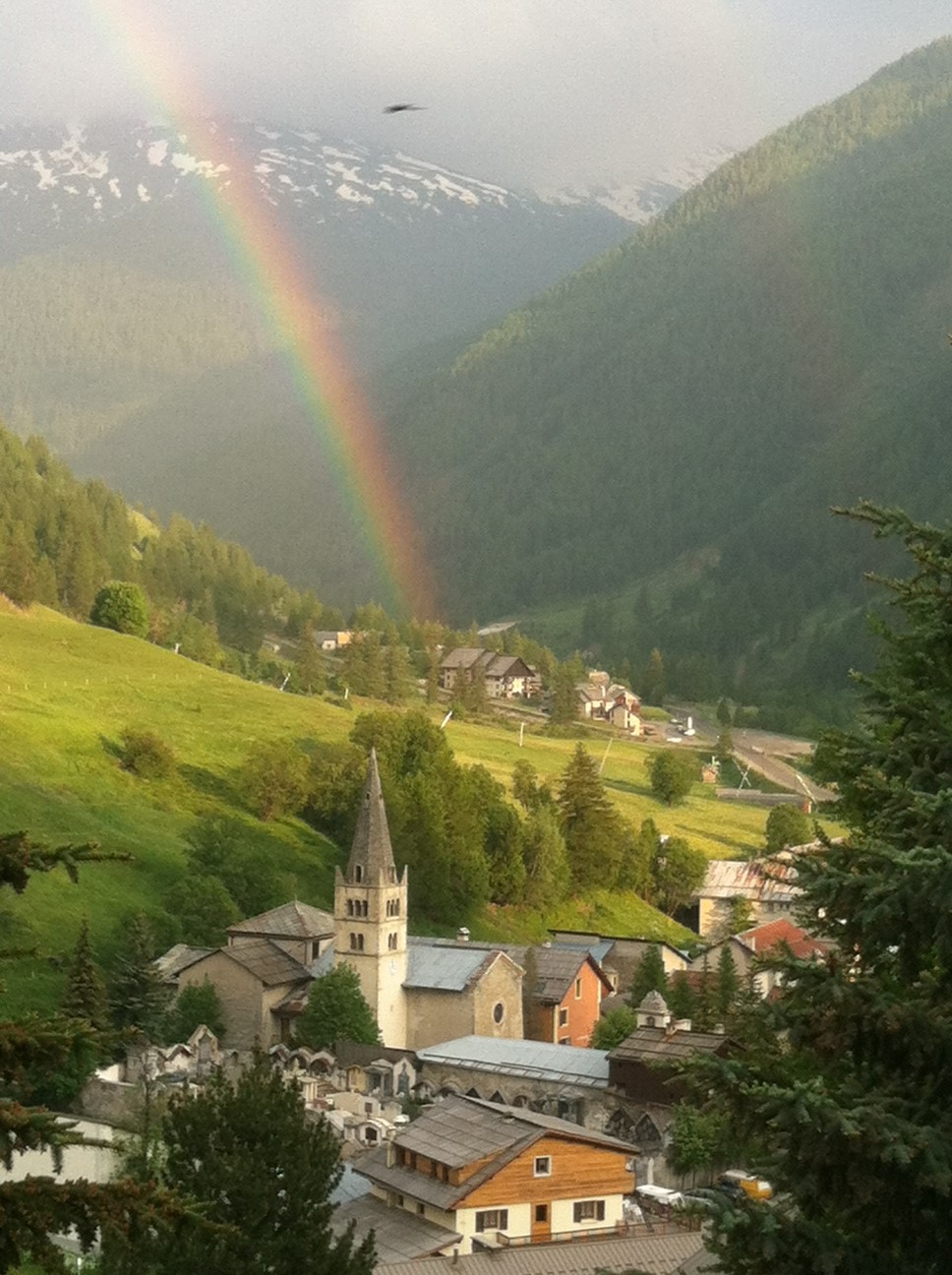
Blick auf Abriès

Das ehemalige Gemeindegebiet umfasste einen Teil der Cottischen Alpen, deren Kamm die nördliche und östliche Gemeindegrenze und die Grenze zwischen Frankreich und Italien bildet. Die Gipfel des Alpenkammes erreichen hier Höhen von 3302 m (Bric Froid) bzw. 3293 m (Grand Glaiza). Das Gebiet um Abriès im Regionalen Naturpark Queyras wird vom Guil entwässert, der zahlreiche Gebirgsbäche (Goulon, Bouchet) aufnimmt.
Zu Abriès zählen die Ortsteile La Garcine, Le Roux und Valpreveyre.
Nachbarorte von Abriès sind Sestriere (Italien) im Norden, Bobbio Pellice (Italien) im Osten, Ristolas im Südosten sowie Aiguilles im Süden und Westen.

## Bevölkerungsentwicklung
| Jahr      | 1962 | 1968 | 1975 | 1982 | 1990 | 1999 | 2007 | 2017 |
| Einwohner | 205  | 195  | 207  | 271  | 297  | 354  | 377  | 299  |

Im Jahr 1806 wurde mit 2078 Bewohnern die bisher höchste Einwohnerzahl ermittelt. Die Zahlen basieren auf den Daten von cassini.ehess.

## Sehenswürdigkeiten
- Kirche St. Peter (Église Saint Pierre)
- Kapelle Notre-Dame-des-Sept-Douleurs
- Chapelle des Pénitents
- Kapelle Saint-Roch
- Kapelle Saint-Roch im Ortsteil Valpreveyre

|  |  |

## Wirtschaft und Infrastruktur
In Abriès sind zwölf Landwirtschaftsbetriebe ansässig (Anbau von Getreide, Gemüse und Gewürzpflanzen, Zucht von Rindern, Schafen und Ziegen).
In einem engen hochalpinen Tal gelegen, ist Abriès nur von Südwesten aus erreichbar (über die Fernstraße aus dem 30 Kilometer entfernten Guillestre).

## Belege
1. ↑  Erlass der Präfektur No. 05-2018-10-15-005 über die Bildung der Commune nouvelle Abriès-Ristolas vom 15. Oktober 2018 (Memento des Originals vom 20. Oktober 2018 im Internet Archive)  Info: Der Archivlink wurde automatisch eingesetzt und noch nicht geprüft. Bitte prüfe Original- und Archivlink gemäß Anleitung und entferne dann diesen Hinweis..
2. ↑  Abriès auf cassini.ehess.fr
3. ↑  Landwirtschaftsbetriebe auf annuaire-mairie.fr (französisch)